# Томица
То́мица (карел. Tomičču) — река бассейна Онежского озера в южной части Республики Карелия. Протекает по территории города Петрозаводска и Прионежского района.
Площадь водосборного бассейна составляет около 0,5 км². Длина — 16 км.
Вытекает из леса южнее посёлка Новая Вилга. Река впадает в озеро Логмозеро.

## Название
Основу названия Томица образует прибалтийско-финское слово tuomi (черёмуха). Суффикс -ица славянского происхождения характерен для многих неславянских названий карельских рек, служит для усвоения нерусских названий в русский язык. В целом, топоним Томица означает «черёмуховая река».

## Данные водного реестра
По данным государственного водного реестра России относится к Балтийскому бассейновому округу, водохозяйственный участок реки — Бассейн Онежского озера без рр. Шуя, Суна, Водла и Вытегра, речной подбассейн реки — Свирь (включая реки бассейна Онежского озера). Относится к речному бассейну реки Нева (включая бассейны рек Онежского и Ладожского озера).

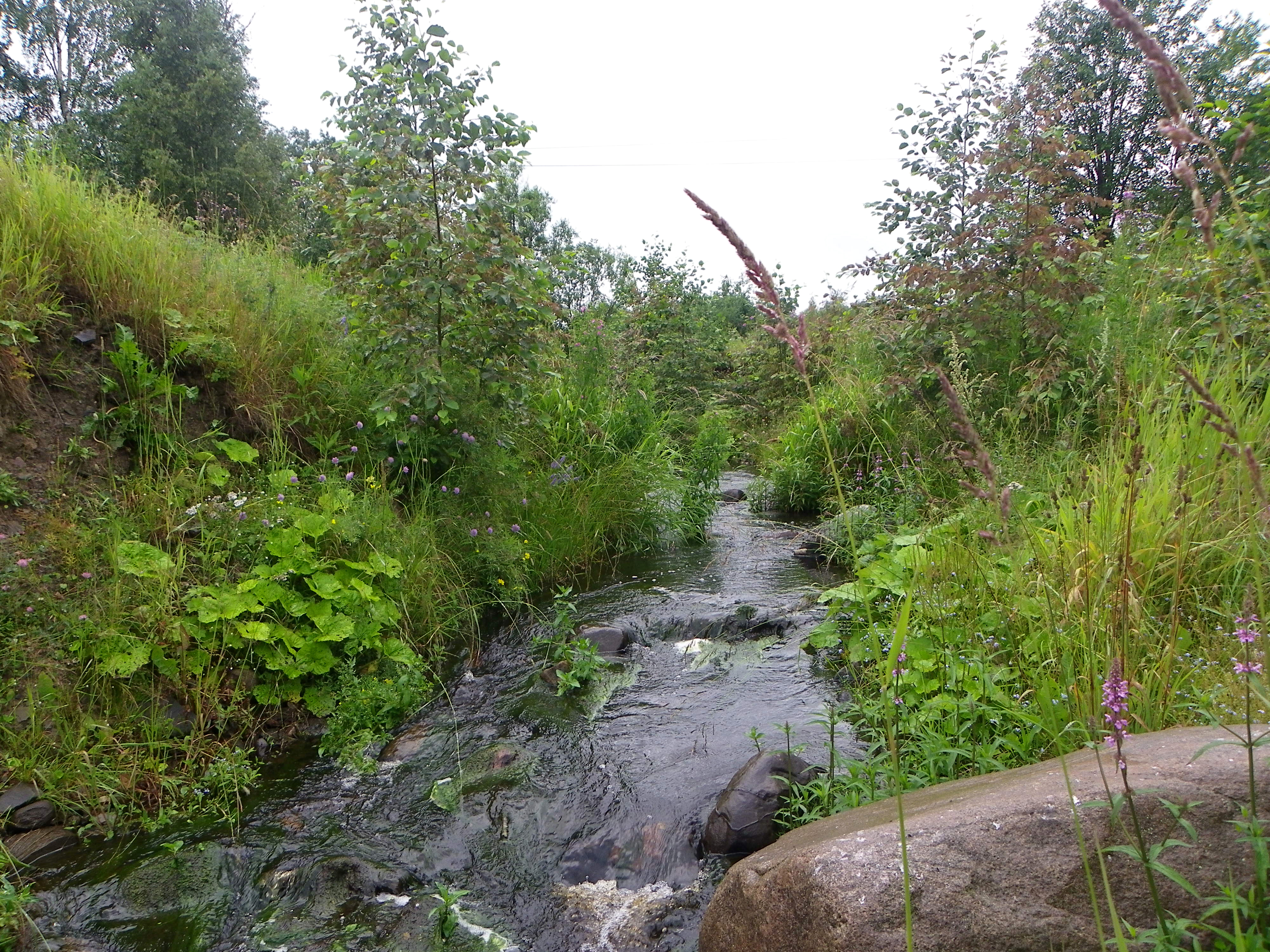
Река Томица в районе Новой Вилги

Код объекта в государственном водном реестре — 01040100612102000014023.